# Glycyphana tibialis
Glycyphana tibialis är en skalbaggsart som beskrevs av Moser 1913. Glycyphana tibialis ingår i släktet Glycyphana och familjen Cetoniidae. Inga underarter finns listade i Catalogue of Life.